# Crazy Nights (video)
Crazy Nights è un video del gruppo hard rock statunitense Kiss, pubblicato per la prima volta su VHS il 1º gennaio del 1989 per l'etichetta discografica PolyGram Records.
Il video è una compilation contenente i tre videoclip realizzati dai brani dell'album Crazy Nights. È stato premiato con il disco d'oro il 29 marzo del 1991.

## Tracce
1. Turn On the Night
2. Reason to Live
3. Crazy Crazy Nights

## Formazione
- Gene Simmons - basso, voce
- Paul Stanley - chitarra ritmica, voce
- Eric Carr - batteria, voce
- Bruce Kulick - chitarra solista